# Charaxes marieps
Charaxes marieps là một loài bướm thuộc họ Nymphalidae. Nó được tìm thấy ở Nam Phi.
Sải cánh dài 48–60 mm đối với con đực và 65–70 mm đối với con cái. Có hai con non bay từ tháng 9 đến tháng 11 và tháng 3 đến tháng 5.
Ấu trùng ăn các loài Ochna.